# Leonardo da Vinci (1940)
«Леонардо да Вінчі» (італ. Leonardo da Vinci) — військовий корабель, підводний човен типу «Марконі» Королівських ВМС Італії за часів Другої світової війни.
«Леонардо да Вінчі» був закладений 19 вересня 1938 року на верфі компанії Cantieri Riuniti dell'Adriatico у Монфальконе. 16 вересня 1939 року він був спущений на воду, а 5 березня 1940 року увійшов до складу Королівських ВМС Італії.

## Історія служби
Після вступу Італії у Другу світову війну в червні 1940 року «Леонардо да Вінчі» був відправлений до Бордо в окупованій Франції для подальшого проходження служби в італійській флотилії підводних човнів, на базі BETASOM. У жовтні 1940 року човен прибув до визначеного пункту дислокації, після успішного транзиту через Гібралтарську протоку, найнебезпечнішого місця для проходження підводних човнів Осі.
«Леонардо да Вінчі» здійснив 11 бойових походів, потопивши 17 суден (120 243 GRT), до складу яких входив 21 500-тонний канадський океанський лайнер «Імператриця Канади». «Леонардо да Вінчі» був найуспішнішим підводним човном Італії в Другій світовій війні, а його командир капітан корвета Джанфранко Гаццана Пріароджа, найрезультативніший італійський підводник часів війни.
У липні 1942 року «Леонардо да Вінчі» був визначений для спеціальної операції, що мала за мету проведення нальотів на морські гавані на східному узбережжі США. З цією метою човен був перетворений на носій надмалих підводних човнів типу «CA», а восени провів випробування з новою зброєю. Однак операція затягнулася через необхідність модифікацій човнів CA і «Леонардо да Вінчі» повернувся до підводної війни в Атлантиці.
16 березня італійська флотилія ПЧ приєдналася до організованої командуванням Крігсмаріне операції «Нойланд». П'ять італійських підводних човнів діяли переважно на атлантичних підходах до Малих Антильських островів. «Франческо Морозіні» потопив Stangarth, Oscilla і Peder Bogen. ПЧ «Енріко Таццолі» знищив Cygnet і нафтовий танкер Athelqueen. «Джезеппе Фінчі» торпедував Skane, Melpomere і Charles Racine. «Леонардо да Вінчі» — Everasma і нейтральний бразильський Cabadelo. «Луїджі Тореллі» потопив Scottish Star і Esso Copenhagen.
23 травня 1943 року, після завершення свого найрезультативнішого походу в Атлантичний океан, італійський підводний човен необачно повідомив командування до наближення до Бордо. Радіоповідомлення було запеленговано ескортними кораблями союзних конвоїв WS 30 та KMF 15 і на перехоплення ворожого човна вирушили протичовнові сили. В Біскайській затоці західніше Віго після інтенсивної атаки глибинними бомбами британські есмінець «Ектів» та фрегат «Несс» потопили «Леонардо да Вінчі»; жоден член екіпажу не вцілів.